# Боби Идън
Боби Идън (на английски: Bobbi Eden) е артистичен псевдоним на холандската порнографска актриса Присила Хендриксе (Priscilla Hendrikse), родена на 4 януари 1980 г. в град Хага, провинция Южна Холандия, Нидерландия.

## Кариера
Боби Идън започва своята кариера като модел на 18 години и се снима за различни списания, като постепенно се насочва към снимането на еротични фотосесии и се появява в списание Пентхаус. В началото на 21-век снима първата си порнографска фотосесия за списание, а през 2002 г., на 22-годишна възраст, дебютира като актриса в порнографската индустрия с роля във филма „Експлозивна жена“.
По време на Световното първенство по футбол в Република Южна Африка през 2010 г. Боби Идън обявява в своя профил в Туитър, че ще прави орален секс на всички свои последователи в тази социална мрежа, ако отборът на Нидерландия стане световен шампион. След като за броени дни събира над 67 хиляди последователи тя обявява, че ще изпълни своето обещание с помощта на други три порноактриси - Габи Кинтерос, Вики Вет и Мис Хибрид. Идън не получава възможност да изпълни обещанието си за орален секс, тъй като футболистите на Нидерландия не успяват да спечелят световната титла.
Холандската порноактриса е едно от момичетата на компанията „VNA Girls Network“, продуцираща секс изпълнения на живо по интернет.
В края на 2009 г. Боби Идън стартира своя продуцентска компания с името „Идън Медия“.
През 2012 г. Идън става първата холандска актриса с флешлайт мастурбатор по модел, направен по отливки от тялото ѝ.
През август същата година тя сключва договор за еротични изпълнения на живо по интернет с холандския уебкам сайт „IsLive.com“.
Месец по-късно порноактрисата стартита свое реалити телевизионно шоу, наречено „Боби в САЩ“ и излъчвано по холандската кабелна мрежа „Мийден ван Холанд.“
Била на кориците на различни списания над 250 пъти, включително на кориците на издания на Пентхаус, Хъслър, Плейбой, Сохо, Клуб и други.
През март 2013 г. Идън обявява, че ще пише своя автобиографична книга и сключва договор с холандско издателство, което да я публикува. Книгата да излиза на пазара през март 2014 г.
Боби Идън пише статии за холандското списание „Панорама“ и холандското издание на „Пентхаус“, както и води своя рубрика в радиошоуто „BNN Today“ по холандското „Radio 1“.
Притежава своя марка мъжко бельо, наречена „Cock & Balls“.
В чест на Боби Идън в Холандия е кръстен вид сандвич на нейно име.

## Награди и номинации
Носителка на награди
- 2004: Европейска Х награда на Брюкселския международен фестивал на еротиката за най-добра актриса на Бенелюкс.[12][13]
- 2006: Европейска Х награда на Брюкселския международен фестивал на еротиката за най-добра актриса на Бенелюкс.[4]
- 2007: Европейска Х награда на Брюкселския международен фестивал на еротиката за най-добра актриса на Бенелюкс.[4]
- 2013: ХХХ награда (Холандия) за порнозвезда на годината.[14]
- 2013: ХХХ награда (Холандия) за личност на годината в индустрията.[14]